# Вулька-Моджейова
Вулька-Моджейова (пол. Wólka Modrzejowa) — село в Польщі, у гміні Жечнюв Ліпського повіту Мазовецького воєводства.
Населення — 191 особа (2011).
У 1975-1998 роках село належало до Радомського воєводства.

## Демографія
Демографічна структура станом на 31 березня 2011 року:
|          | Загалом | Допрацездатний вік | Працездатний вік | Постпрацездатний вік |
| -------- | ------- | ------------------ | ---------------- | -------------------- |
| Чоловіки | 104     | 16                 | 70               | 18                   |
| Жінки    | 87      | 15                 | 48               | 24                   |
| Разом    | 191     | 31                 | 118              | 42                   |